# Ruoska
Ruoska (z fiń. „bat, bicz”) – fiński zespół z Juva grający industrial metal i Neue Deutsche Härte, porównywany do niemieckiej grupy Rammstein.

## Dyskografia
Albumy
| 2002                           | Kuori - Data: 2002 - Wydawca: Kråklund Records            | –  |
| 2003                           | Riisu - Data: 9 września 2003 - Wydawca: Kråklund Records | –  |
| 2005                           | Radium - Data: 22 marca 2005 - Wydawca: Kråklund Records  | 31 |
| 2006                           | Amortem - Data: 14 czerwca 2006 - Wydawca: EMI            | 6  |
| 2008                           | Rabies - Data: 9 kwietnia 2008 - Wydawca: EMI             | 12 |
| „ –” pozycja nie była notowana |                                                           |    |

Single
| 2002                           | Aurinko ei nouse    | –  |
| 2003                           | Darmstadt           | –  |
| 2005                           | Tuonen viemää       | 9  |
| 2006                           | Mies yli laidan     | 10 |
| 2006                           | Pure minua          | –  |
| 2006                           | Alasin              | –  |
| 2008                           | Helvettiin jäätynyt | 12 |
| „ –” pozycja nie była notowana |                     |    |